# Standard Norge
Standard Norge est le comité norvégien membre de l’Organisation internationale de normalisation.